# Śmieciarz (film animowany)
Śmieciarz (ang. The Trashmaster) – francuski film animowany z 2010 roku.

## Obsada
- Matt Challands jako Niko (głos)